# 스카구치촌
스카구치촌(須ヶ口村)은 일본 아이치현 니시카스가이군에 설치되었던 촌이다. 현재의 기요스시의 일부에 해당한다.